# Старобалтачево (Дюртюлинський район)
Старобалта́чево (рос. Старобалтачево, башк. Иҫке Балтас) — присілок у складі Дюртюлинського району Башкортостану, Росія. Входить до складу Ісмаїловської сільської ради.
Населення — 128 осіб (2010; 141 у 2002).
Національний склад:
- росіяни — 64 %